# Olympique Club de Khouribga
O Olympique Khouribga, também chamado de OCK, é um clube de Futebol marroquinho da cidade de Khouribga.

## História
O clube foi fundado no ano de 1923 e, sua primeira participação na primeira divisão do futebol marroquino foi na temporada de 1982/1983.

## Títulos
| REGIONAIS | REGIONAIS     | REGIONAIS | REGIONAIS   |
|           | Competição    | Títulos   | Temporadas  |
| --------- | ------------- | --------- | ----------- |
|           | Recopa Árabe  | 1         | 1996.       |
| NACIONAIS |               |           |             |
|           | Competição    | Títulos   | Temporadas  |
| Marrocos  | Botola        | 1         | 2006-07.    |
| Marrocos  | Taça do Trono | 2         | 2006, 2015. |

Vices
- Botola

Vice-campeão: 1984, 1996, 2015
- Taça do Trono

Vice-campeão: 1981, 1994, 1995, 2005

## Elenco atual
Nota: Bandeiras indicam equipe nacional, conforme definido pelas regras de elegibilidade da FIFA. Os jogadores podem ter mais de uma nacionalidade não-FIFA.
| N.º |                 | Posição | Jogador                      |
| --- | --------------- | ------- | ---------------------------- |
| 2   | Marrocos        | D       | Omar Sarbout                 |
| 3   | Marrocos        | D       | Zakaria Amzil                |
| 4   | Marrocos        | D       | Hicham Mahdoufi              |
| 5   | Marrocos        | D       | Mourad Bentodja              |
| 6   | Marrocos        | M       | Hamid Boujjar                |
| 7   | Marrocos        | D       | Badr Agouzoul                |
| 9   | Marrocos        | M       | Mohamed Askari               |
| 10  | Costa do Marfim | A       | Koffi Mechac                 |
| 11  | Costa do Marfim | A       | Corbin Frank Arnaud Guedegbe |
| 12  | Marrocos        | G       | Mohammed Akajou              |
| 13  | Marrocos        | D       | Hicham Alaoui Mdarhri        |
| 14  | Marrocos        | M       | Ismail Kouchame              |
| 15  | Marrocos        | D       | Youssef Nafe                 |
| 16  | Marrocos        | G       | Hicham El Allouch            |

| N.º |          | Posição | Jogador              |
| --- | -------- | ------- | -------------------- |
| 17  | Marrocos | A       | Samir Ait Bihi       |
| 18  | Marrocos | A       | Ouissam El Baraka    |
| 19  | Marrocos | M       | El Hassan Taoufik    |
| 20  | Marrocos | M       | Younés Kandoussi     |
| 21  | Marrocos | D       | Bakr El Helali       |
| 22  | Marrocos | G       | Ahmed Mohamedina     |
| 23  | Marrocos | D       | Said Grade           |
| 24  | Marrocos | M       | Mouhcine Abdelmoumen |
| 25  | Marrocos | D       | Youssef Oggadi       |
| 26  | Marrocos | A       | Abdelaziz Serhir     |
| 27  | Mali     | A       | Aliou Kante          |
| 28  | Marrocos | M       | Faissal Daif         |
| 29  | Marrocos | M       | Youssef Souari       |
| 30  | Marrocos | A       | Mohammed Moubarik    |

## Importantes jogadores
| - Abbas Rassou - Mohamed Col Camara - Radouane Baqlal - Hamza Boudlal - Hassan Bouizgar - Rachid Chattou - Abdellah El Jaouzi - Hatim El Mustapha - Abdelaziz El Sghir - Abdelkarim Errifi - Ali Kaïs | - Brahim Largou - Hicham Mahdoufi - Abdessamad Messouab - Mohammed Morsadi - Mohammed Amine Nejmi - Abdessamad Ouarrad - Younés Ouganna - Abdelaziz Outanzit - Khalid Tahoune - Jamal Triki |

## Importantes treinadores
- Richard Tardy